# LOVE (THE ALFEEのアルバム)
『LOVE』（ラヴ）は1996年3月21日に発売されたTHE ALFEE17枚目のオリジナルアルバム。
前作『夢幻の果てに』ではプログレッシブ・ロックを基調としていたのに対し、本作ではシンフォニック・ロック、オーケストレーションを基調としている。
本作がポニーキャニオンからの最後のオリジナル・アルバムとなった。

## 収録曲
全曲作詞・作曲：高見沢俊彦・編曲：THE ALFEE
1. LOVE
PVではイントロ前に前奏が追加。その音源は1997年発売「THE ALFEE EMOTIONAL LOVE SONGS」に収録。
河村隆一が作詞・歌唱、高見沢が作曲した『Love』という楽曲が存在するが、別曲である。
歌詞に「夢幻の果てに」が歌われ、前作との繋がりを示している。
2. 雨の肖像
3. LOVE-0=
本作発売当時、『the ALFEE MEETS dance』での経験がフィード・バックされたという（高見沢談）。
2014年発表の『Alfee Get Requests! 2』にて再録された。
4. LOVE NEVER DIES
日本テレビ系ドラマ『奇跡のロマンス』主題歌。
5. CAN'T STOP LOVE!
「Can't Stop Loving You」のタイトルで英語ヴァージョンが存在するが、未CD化（1998年のニューヨーク公演、1999年のベルリン公演の映像で視聴可能）。エンディング部分で、クイーンの「We Are The Champions」が演奏される事がある。
6. 星空のRENDZVOUS
静岡第一テレビで放送されていたサードプラネット(ナガノグループ)提供の天気予報BGMに使用されていたことがある。
7. 恋愛論理
デーモン小暮のアルバム『DEMON AS BAD MAN』に提供した楽曲のセルフカバー。
8. もう一度君に逢いたい (Acoustic Version)
1993年シングル曲の再録。ライヴでは、2009年春ツアーで初めて当ヴァージョンで演奏された。
9. EVERYBODY NEEDS LOVE GENERATION
発売当時のツアーでステージのスクリーンに、動物等の映像が映し出され、客席に手拍子を促していた。
1996年の夏イベントのポスターやチケットに、同曲名が記載されていた。
同年10月発売シングル「倖せのかたち 〜Send My Heart〜」にライヴ音源（上記イベントの初日）が収録された。
ライヴでは冒頭部分で、岡林信康の「私たちの望むものは」、またはプラスティック・オノ・バンドの「平和を我等に(Give Peace a Chance)」が演奏される事もある。
10. GLORY DAYS (Love:Mix)
1996年の大阪国際女子マラソンイメージソング。本作収録「LOVE NEVER DIES」カップリング曲のリミックス。サビのアカペラから始まる。
11. ALWAYS
発売当時の春ツアーのスクリーン映像には、朝日が映し出された。
2011年の春ツアー及びアリーナツアーのタイトルナンバーに採用された。

## 関連作品
- 『THE ALFEE CLASSICS II THE ALFEE with Royal Phillharmonic Orchestra』 - 「LOVE」、「雨の肖像」、「LOVE NEVER DIES」のクラシック・ヴァージョンが収録された。
- THE ALFEE HISTORY III 1992-1997（VHS・LD 1997年10月17日） - 「LOVE」、「LOVE NEVER DIES」のプロモーションビデオを収録。後にDVD版が再発売された。